# أجويت
الأجويت (بالإنجليزية: Ajoite)‏ هو معدن مائي مكون من هيدروكسيد الـصوديوم والـبوتاسيوم والـنحاس والـألومنيوم والـسيليكات. ويحمل الأجويت الصيغة الكيميائية (Na,K)Cu7AlSi9O24(OH)6•3(H2O), وعادة ما يوجد القليل من المنغنيز والحديد والكالسيوم في تركيبه. ويُستخدم معدن الأجويت كمصدر خام للـنحاس بنسبة قليلة.

## الاكتشاف
في أغسطس عام 1941، كان هاري بيرمان من جامعة هارفارد يقوم بجمع المعادن في آجو، في مقاطعة بيما، أريزونا الولايات المتحدة. ووجد عينات من معدن شاتوكايت الأزرق الداكن، بجانب معدن لونه أخضر مزرق الذي شك في كونه نوعًا جديدًا. وكان بيرمان ودبليو تي خططا للتعاون في فحص هذا المعدن، مع غيره من معادن سيليكات النحاس المعروفة، لكن تُوفي بيرمان في حادث تحطم طائرة عام 1944 في عمر 42، قبل إتمام هذه الدراسة. ولم يتم دراسة المعدن حتى قام شالر وأنجلينا فليسيديز (كلاهما يعملان في الماسح الجيولوجي الأمريكي) بدراسة المعدن المخضر عام 1958 وقررا أنه كان في الحقيقة نوع جديد. وسمياه باسم «أجويت» (تُنطق ah-hoe-ite) نسبة إلى المكان الذي تم العثور عليه فيه.
وبعد ثلاثة وعشرين عامًا، في عام 1981، قام جورج تشاو من جامعة كارلتون في أوتاوا، كندا، بدراسة المعدن مرة أخرى ووضح أن الأجويت كان معدنًا ثلاثي الميل وليس أحادي الميل كما كان يُعتقد سابقًا. وأسفرت دراساته عن إعادة تعريف الصيغة الكيميائية له.

## البنية البلورية
في عام 1981، أجريت فحوصات على الأجويت على عينة من منجم نيو كورنيليا، آجو، تتراوح بلوراتها الصغيرة في المتوسط 0.01×0.1×0.4 مم، وقد ظهر أن المعدن ينتمي إلى النظام البلوري ثلاثي الميل، لكن لم يكن واضحًا ما إذا كانت الفئة البلورية 1 أو 1. لأن الفئة ثلاثية الميل 1 لديها أدنى تناظر ممكن ولا يوجد بها عناصر تناظر على الإطلاق و1 ليس لديها الإ مركز تناظر، ولكن ليس لديها محاور تناظر أو مستويات منعكسة. وزمرته الفراغية إما P1 أو P1.
ومعلمات بنية بلورية هي: a = 13.637 Å, b = 14.507 Å, c = 13.620 Å, α = 107.16°, β = 105.45° و γ = 110.57°.
ويوجد الأجويت على شكل مرشات من البلورات المنشورية الحادة، عادة ما تكون ليفية، ممدة على طول المحور البلوري «جـ» ومستوية على الجانبين. ويُعد شكله السائد هو {010}، موازيًا للسطح الذي يحمل المحورين «أ» و «جـ». بينما يكون الشكلان {110}، اللذان يقطعان المحورين «أ» و «ب»، و{100}، الموازيان للسطح الموجود عليه المحوران «ب» و«جـ»، غير بارزين بشكل كبير ولكنهما دائمًا موجودان. وربما تكون النهاية على المحور «جـ» إما {001} أو {203} أو كليهما.
وكثيرًا ما يوجد الأجويت مشتملاً في المرو[ ؟ ]، ويسعى هواة جمع المعادن إلى جمعه بشكل كبير.

## الخصائص البصرية
يُعد الأجويت معدنًا نصف شفاف ولونه أخضر مزرق، وله أثر[ ؟ ] أبيض مخضر شاحب وصقل زجاجي. 
كما أن فئته البصرية ثنائية المحور (+) بـمؤشرات انكسار Nx = 1.550, Ny = 1.583 وNz = 1.641. وتعد هذه القيم قيمًا مماثلة لقرينة انكسار زجاج النافذة العادي، وهو 1.5. 
وفي الضوء الأبيض، يكون المعدن متعدد التلاون بشكل واضح، حيث يكون لونه أخضر مزرق خفيف جدًا على طول اتجاه X وأخضر مزرق لامع على طول الاتجاهين Y وZ.

## الخصائص المادية
يتوازى الانفلاق البلوري بشكل كامل مع السطح المحتوي على المحورين «أ» و «جـ»، ودرجة صلابته هي 3.5، بين درجة الكالسيت والفلوريت. وهو أكبر كثافة بقليل من المرو، حيث يصل ثقله تحديدًا إلى 2.96. ويتحلل معدن الأجويت بسهولة من خلال حمض الهيدروكلوريك، HCl، وحمض النتريك، HNO3لكنه لا يتفاعل مع هيدروكسيد الأمونيوم، NH4OH. وقد أفادت التقارير عن أن له نشاطًا إشعاعيًا بالكاد يمكن كشفه.

## البيئة
الأجويت هو معدن ثانوي يتشكل من أكسدة معادن نحاس ثانوية أخرى في رواسب الفلزات غير النبيلة الغنية بالنحاس في طبقات الكسور الضخمة في حشوات العروق وفي التجاويف. وربما يتشكل من معدن الـشاتوكايت وربما يمكن أيضًا استبداله بالشاتوكايت.
وفيما يخص نوع تجمعه، يرتبط الأجويت مع الشاتوكايت والـكونيشالسايت والـمرو[ ؟ ] والـمسكوفيت والبيريت.

## الوجود

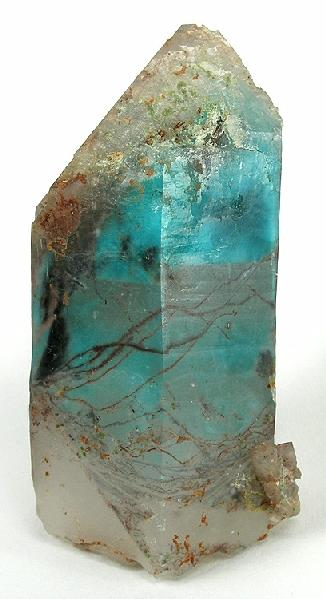
الأجويت من المرو من منطقة ميسينا, جنوب إفريقيا (الحجم: 16.9 x 3.7 x 3 سم.)

سُمي معدن الأجويت على اسم نوع تجمعه، في منجم نيو كورنيليا في منطقة آجو بـمقاطعة بيما، أريزونا. وتم حفظ [نوع المادة في المتحف الوطني للتاريخ الطبيعي، واشنطن العاصمة، الولايات المتحدة الأمريكية، رقم مرجعي 113220.
ومن بين الأماكن الأخرى التي يوجد بها، ويكنبورغ ومقاطعة ماريكوبا في أريزونا، داخل الولايات المتحدة، ومنطقة ميسينا في جنوب أفريقيا. وتُعرف عينات المرو من منجم ميسينا المتوقف عن العمل على الحدود بين زيمبابوي وجنوب إفريقيا بتضمنها معادن سيليكان النحاس الأزرق مثل الشاتوكايت والـباباجويت والأجويت ولكن الأجويت المستخرج من المحليات الأمريكية لا يوجد مثل هذا النوع.

## وصلات خارجية
- Ajoite photos
- JMol